# Jobst II. (Hoya)
Jobst II. von Hoya (* 1493; † 25. April 1545) war von 1511 bis 1545 regierender Graf von Hoya.

## Familie
Nach dem frühen Tod seines Vaters, Jobst I. von Hoya, übernahmen seine Mutter, Ermengard zur Lippe sowie die Grafen von Spiegelberg und die Edelherren von Diepholz von 1507 bis 1511 die Vormundschaft für Jobst.
Sein Bruder Johann trat in schwedische Dienste und wurde Statthalter von Wyborg, sein Bruder Erich IV. wurde mit der Teilgrafschaft Stolzenau abgefunden, seine Schwestern Anna und Elisabeth wurden Stiftsdamen in Vreden und Essen.
Jobst heiratete Anna von Gleichen. Seine kinderlosen Söhne Albrecht, Erich und Otto regierten nacheinander die Grafschaft, bis mit Otto 1582 die Dynastie ausstarb.

### Nachkommen
- Albrecht, (1526–1563), 1545–1563 Graf von Hoya
- Erich, (1535–1575), 1563–1575 Graf von Hoya
- Otto, (1530–1582), 1575–1582 Graf von Hoya
- Margarethe, (1527–1596), 1541–1549 Äbtissin in Bassum, ⚭ 1549 Rudolf von Diepholz
- Jobst, (1528–1546), Domherr in Köln
- Wolfgang, (1531–1560), Domherr in Verden, Köln und Straßburg
- Magdalena (1532–1545)
- Anna (1533–1585), 1549–1584 Äbtissin in Bassum
- Maria (1534–1589), ⚭ 7. Mai 1554 Hermann Georg von Limburg-Styrum
- Johann (* 1536), Stiftsherr in Bücken
- Ermengard (1537–1575), ⚭ Johann von Büren
- Elise (1538–1548)
- Friedrich III. (1540–1570), Domherr in Straßburg und Köln

## Leben und Wirken
Wegen Lehnsstreitigkeiten wurde die Grafschaft Hoya von den Welfenherzögen, Heinrich des Mittleren und Heinrich des Älteren, von 1512 bis 1519 besetzt. In dieser Zeit fanden Jobst und seine Familie Zuflucht beim Grafen Edzard von Ostfriesland. Nach einem Vergleich und Zahlung einer immensen Geldsumme erhielt Jobst die Grafschaft zurück.
Jobst gilt als Reformator der Grafschaft Hoya. Schon 1523 war er ein Anhänger Martin Luthers, der 1525 den Theologen Adrian Buxschott in die Grafschaft sandte. Die reichen Kirchengüter des Stifts Bücken und der anderen Klöster in der Grafschaft Hoya wurden ab 1532 von Jobst eingezogen. Nur das Stift Bassum blieb als standesgemäßer Ort für unverheiratete Töchter des Adels. Jobsts Regierungszeit war geprägt von der hohen Schuldenlast, die auf der Grafschaft lag, und den damit verbundenen Verpfändungen von zahlreichen Gütern und Streitigkeiten mit Gläubigern.
Jobst und Anna starben im Jahr 1545 und wurden in der St. Martinskirche in Nienburg/Weser bestattet. Ihr Sarkophag befindet sich in der heutigen Turmhalle der Kirche.